# 昆都仑河
昆都仑河古称“石门水”，是黄河左岸的一条支流，位于内蒙古包头市，昆都仑区得名于此河。
昆都仑河发源于包头市固阳县下湿壕镇春坤山，向西流至烏拉山与大青山间的石门后，改向南流。流经包头市市区后，于哈林格尔镇汇入黄河。全长143公里，流域面积2716平方公里，有23条支流。昆都仑河属季节性河流，流量随降水量变化较大，年均径流量约0.3亿立方米。1958年曾发生洪峰流量达每秒3100立方米的特大洪水，之后，政府于1959年建成了昆都仑水库。